# 가와구치촌 (후쿠시마현)
가와구치촌(川口村)은 후쿠시마현 오누마군에 있던 촌이다. 1955년 3월 31일 가와구치촌 등 4개 촌이 합병하여 가네야마촌이 신설되고 폐지되었다. 가네야마정 남동부가 가와구치촌이 있던 곳이다.

## 역사
- 1889년 4월 1일 - 정촌제 시행에 의해 가와구치 촌, 오구리야마 촌, 니시타니 촌, 핫초 촌, 다마나시 촌의 구역을 가지고 성립하였다.
- 1955년 3월 31일 - 가와구치촌 및 누마사와촌, 혼나촌, 요코타촌 등 4개 촌이 합병하여 가네야마촌이 신설되고, 가와구치촌 등은 폐지되었다.

## 교통

### 철도노선
가와구치촌 촌역이었던 곳에 다다미선의 아이즈카와구치역이 소재하지만, 가와구치촌이였던 당시에는 미개업 상태였다.(합병 후 1956년 개업)

### 도로
- 누마타 가도(※국도 252호선)

## 참고 문헌
- 角川日本地名大辞典 7 福島県